# NGC 3431
NGC 3431 ist eine Spiralgalaxie vom Hubble-Typ Sb im Sternbild Becher am Südsternhimmel. Sie ist schätzungsweise 227 Millionen Lichtjahre von der Milchstraße entfernt und hat einen Durchmesser von etwa 90.000 Lichtjahren.

Im selben Himmelsareal befindet sich u. a. die Galaxie NGC 3459.
Das Objekt wurde am 5. Januar 1887 von Francis Preserved Leavenworth entdeckt.